# Pattinaggio di velocità ai XXII Giochi olimpici invernali - 5000 m maschile
La gara dei 5000 metri maschili di pattinaggio di velocità dei XXII Giochi olimpici invernali di Soči si è disputata nella giornata dell'8 febbraio nella Adler Arena.
Campione olimpico uscente era l'olandese Sven Kramer, che aveva conquistato l'oro a Vancouver 2010, sopravanzando nell'ordine il sudcoreano Lee Seung-Hoon ed il russo Ivan Skobrev.
La gara è stata dominata dai pattinatori olandesi: Sven Kramer ha confermato il suo titolo olimpico, facendo segnare anche il nuovo record dei Giochi, precedendo Jan Blokhuijsen e Jorrit Bergsma.
Nei mesi di novembre e dicembre del 2017 la commissione disciplinare del Comitato Olimpico Internazionale ha preso atto delle violazioni alle normative antidoping compiute da Ivan Skobrev ed Aleksandr Rumjancev in occasione delle Olimpiadi di Soči, annullando conseguentemente i risultati ottenuti dai due pattinatori russi.

## Record
Prima di questa competizione, i record mondiali erano i seguenti.
| Record mondiale | Sven Kramer | 6'03"32 | Calgary        | 17 novembre 2007 |
| Record olimpico | Sven Kramer | 6'14"60 | Vancouver 2010 | 13 febbraio 2010 |

## Classifica di gara
| Pos.    | Batteria | Atleta                 | Nazione       | Tempo   | Distacco | Note            |
| ------- | -------- | ---------------------- | ------------- | ------- | -------- | --------------- |
| Oro     | 10       | Sven Kramer            | Paesi Bassi   | 6'10"76 | —        | Record olimpico |
| Argento | 12       | Jan Blokhuijsen        | Paesi Bassi   | 6'15"71 | +4"95    |                 |
| Bronzo  | 11       | Jorrit Bergsma         | Paesi Bassi   | 6'16"66 | +5"90    |                 |
| 4       | 12       | Bart Swings            | Belgio        | 6'17"79 | +7"03    |                 |
| 5       | 11       | Sverre Lunde Pedersen  | Norvegia      | 6'18"84 | +8"08    |                 |
| 6       | 7        | Denis Juskov           | Russia        | 6'19"51 | +8"75    |                 |
| DSQ     | 8        | Ivan Skobrev           | Russia        | 6'19"83 | +9"07    |                 |
| 8       | 13       | Patrick Beckert        | Germania      | 6'21"18 | +10"42   |                 |
| 9       | 6        | Håvard Bøkko           | Norvegia      | 6'22"83 | +12:07   |                 |
| 10      | 6        | Moritz Geisreiter      | Germania      | 6'24"79 | +14"03   |                 |
| DSQ     | 9        | Aleksandr Rumjancev    | Russia        | 6'24"93 | +14"17   |                 |
| 12      | 13       | Lee Seung-Hoon         | Corea del Sud | 6'25"61 | +14"85   |                 |
| 13      | 2        | Jan Szymański          | Polonia       | 6'26"35 | +15"59   |                 |
| 14      | 8        | Shane Dobbin           | Nuova Zelanda | 6'26"90 | +16"14   |                 |
| 15      | 9        | Dmïtrïy Babenko        | Kazakistan    | 6'28"26 | +17"50   |                 |
| 16      | 7        | Emery Lehman           | Stati Uniti   | 6'29"94 | +19"18   |                 |
| 17      | 3        | Andrea Giovannini      | Italia        | 6'30"84 | +20"08   |                 |
| 18      | 3        | Ewen Fernandez         | Francia       | 6'31"08 | +20"32   |                 |
| 19      | 10       | Jonathan Kuck          | Stati Uniti   | 6'31"53 | +20"77   |                 |
| 20      | 1        | Patrick Meek           | Stati Uniti   | 6'32"94 | +22"18   |                 |
| 21      | 5        | Alexej Baumgärtner     | Germania      | 6'34"35 | +23"58   |                 |
| 22      | 2        | Mathieu Giroux         | Canada        | 6'35"77 | +25"01   |                 |
| 23      | 1        | Sebastian Druszkiewicz | Polonia       | 6'37"16 | +26"40   |                 |
| 24      | 4        | Kim Cheol-Min          | Corea del Sud | 6'37"28 | +26"52   |                 |
| 25      | 5        | Simen Spieler Nilsen   | Norvegia      | 6'42"47 | +31"71   |                 |
| 26      | 4        | Shane Williamson       | Giappone      | 6'42"88 | +32"12   |                 |

Data: Sabato 8 febbraio 2014 

Ora locale: 15:30 
 
Pista: Adler Arena 

Legenda:
- DNS = non partito (did not start)
- DNF = prova non completata (did not finish)
- DSQ = squalificato (disqualified)
- Pos. = posizione